# Psytrance
Psytrance (kurz für Psychedelic Trance, auch Goa-Trance bzw. Goa oder Hippie-Trance) ist eine Richtung der elektronischen Musik und stellt ein Subgenre der Trance-Musik dar.
Namensgebend waren Outdoor-Trance-Partys in den späten 1980er Jahren im indischen Bundesstaat Goa; der Musikstil wurde jedoch besonders in Europa weiterentwickelt. Zwischen 1994 und 1998 hatte Goa-Trance seine Hochphase, danach entwickelte sich der Musikstil unter der Kurzbezeichnung Psytrance weiter. Obwohl Goa-Trance in der Musikindustrie weitgehend von Progressive Trance verdrängt wurde, bestehen weiterhin freie Goa-Netlabels, die sich dem ursprünglichen Goa-Trance verschrieben haben.

## Genrebezeichnungen
Die Bezeichnungen Goa-Trance, Cosmic Trance und Psychedelic Trance (in England auch Psychedelic Techno) existierten seit 1994 zunächst parallel und lösten sukzessive die ältere Umschreibung des Genres als „Trance Dance“ ab. Während der Namensbestandteil Goa auf die regionale Verortung der Szene verweist und psychedelic einen Bezug zu meditativem und psychoaktivem Körpererleben herstellt, kam der Bezeichnung cosmic die Rolle der Charakterisierung der Musik als „kosmisch“ bzw. „intergalaktisch“ zu (vgl. auch Kosmische Musik), meist unter Beeinflussung des Genres durch utopische und dystopische Science-Fiction-Themen. Mit der wachsenden Anzahl stildefinierender Veröffentlichungen (speziell mehrteilige Compilations), verschwand Cosmic Trance als alternative Bezeichnung zunehmend aus dem szene-internen Sprachgebrauch. Psytrance bzw. Psy-Trance ist die Kurzform zu Psychedelic Trance, kam in den 1990er-Jahren in England auf und wurde später stellvertretend für Goa-Trance im Rest der Welt übernommen.

## Musikalische Eigenschaften
Goa versucht, die neurologischen Effekte von LSD mithilfe einer konstanten großen Trommel, „wirbelnder“ Schichten von Stakkatoklängen mit oftmals östlichen Tonskalen, „außerweltlichen“ Klängen und hypnotischen Alternationen der Klangfarbe akribisch zu simulieren. Die Musik setzt sich aus 4/4-Takten zwischen ursprünglich 130 und 150 bpm zusammen, mittlerweile werden auch Geschwindigkeiten bis zu 180 bpm und mehr erreicht. Die Kicks sind deutlich energischer und kompakter als bei anderen Trance-Richtungen. Dadurch entsteht ein „stampfender“ Charakter des Rhythmus, welcher so den stapfenden Tanz im Sand oder auf der Wiese untermalt. Darüber hinaus versteht sich die Musik als recht experimentell. Beliebt sind Acid-Trance-Linien (ursprünglich durch den TB-303-Synthesizer) und andere organisch klingende synthetische Geräusche. Vocals wie beispielsweise beim House finden selten Verwendung, mitunter werden jedoch Vocoder-Stimmen und Gesang eingebaut. Vereinzelt werden auch Samples aus Spielfilmen oder Computerspielen eingemischt. Wichtig ist jedoch noch immer, den Ursprung in der Vermittlung der Electronic Body Music, gekennzeichnet durch die repetitiven Bassfiguren jener Zeit (z. B. in Stücken wie Chakra & Edi Mis - X-File oder Future Force - Psychedelic), mit Weltmusik-, in erster Linie jedoch indischen Sound-Elementen, zu erkennen. Als Urväter aller elektronischen Sounds, insbesondere der Drumpatterns, sind jedoch Kraftwerk zu nennen. So wurden in der Gründerzeit der sogenannten Goamusik Kraftwerk-Titel mit klassischen, indischen Kassetten gemischt – dies bereits, bevor in Indien Partys dieser Art gefeiert wurden.
Weiter ist die Musik vom Charakter des Psychedelic Rock beziehungsweise Acid Rock und der Gegenkultur der 1960er-Jahre beeinflusst, die bereits in den 1970er Jahren häufig mit ähnlichen Klangmustern und Effektbelegungen gespielt worden sind. Der musikalische Einfluss ist auch dadurch erkennbar, dass einige Bands neben elektronischen Klangerzeugern auch E-Gitarren einsetzen. Neben Gitarrenverstärkern nutzen Gitarristen dabei gerne auch MIDI-fähige Tonabnehmer, um gespielte Gitarrennoten an einen Synthesizer weiterzureichen und Melodien zu spielen, die mithilfe eines Keyboards kaum realisierbar sind.
Oftmals weisen die Stücke 135 bis 145 bpm und eine Länge von 6 bis 12 (meist rund 7 bis 8) Minuten auf und beginnen mit etwa 30 Sekunden atmosphärischen Klängen, während der Hauptteil des Stücks in zwei Hälften unterteilt ist und die zweite das Thema der ersten neu arrangiert, manchmal mit veränderten Bassspuren; die meisten werden am Ende beider Hälfte übereinander gelagert, oft besteht ein Übergang oder Interludium zwischen beiden Hälften.
Anfang der 1990er Jahre war die Musik gekennzeichnet durch die Einbindung akustischer Ethno-Elemente mit psychedelischem Charakter. In einer linearen Entwicklung war die Musik gegen Mitte der 1990er-Jahre geprägt von indischen Melodien auf Basis kräftiger Lead-Klänge der damaligen Synthesizer – untermalt von Acid-Klängen im Hintergrund und der Bassline. Gegen Ende der 1990er Jahre wurde die Musik etwas langsamer, minimalistischer und unmelodisch, wobei der minimalistische Trance meistens mit atmosphärischen und düsteren Klängen mit hohem Hallanteil untermalt wurde. Bis zur Mitte der 2000er Jahre entwickelte sich ein Stil, der Elemente aus dem Dub- und House-Bereich einbezieht und sehr melodisch erscheint.
Interpreten wie Raja Ram und Dominic Sangeet bedienten sich neben dem Techno-Instrumentarium auch bei Blas- und Streichinstrumenten, oder sie arbeiten mit genrefremden Musikern zusammen, so dass auf Psytrance-Tracks neben dem obligaten technoiden Klang auch Versatzstücke aus Ambient, Trip-Hop, Weltmusik und vielen anderen Bereichen zu finden sein können. Für solche freien Stilmixturen wurden zahlreiche neue Stilbezeichnungen geschaffen, unter anderem: Darkpsy, Forest, Full-On, Goatrance, Dark Progressive, Psycore, Experimental Psytrance, Hi-Tech, Progressive, Offbeat, Suomi-saundi und Zenonesque.
Als Psychedelic Chill-out wird eine ruhigere Variante des Psytrance bezeichnet. Diese verzichtet meistens auf eine gerade 4/4-Bassdrum und legt ihren Fokus auf sphärische Klänge.

## Geschichte
Psytrance entstand Anfang der 1990er Jahre in Goa in Indien um Rucksacktouristen und während der 1960er Jahre ausgewanderte und teilweise noch heute dort ansässige Hippies. Ab etwa 1993 verbreitete es sich weltweit.

### Entstehung und Herkunft
In den einst von Hippie-trail-Reisenden besuchten Orten in Goa (um Anjuna und Vagator) gaben DJs zwischen 1982 und 1985 schrittweise Psychedelic Rock und Reggae auf und begannen, elektronische Musik aufzulegen. DJs wie Goa Gil suchten nach den seltsamsten Teilen der aufgelegten Stücke und spielten diese in Wiederholungsschleifen ab; Musikliebhaber nahmen Kassetten aus Goa mit und versuchten, die Erfahrungen der Freiluftveranstaltungen in ihren Studios zu replizieren. Anfang der 1990er Jahre begann sich die Psytrance-Szene, die insbesondere aus ausländischen, oft deutschen und israelischen Rucksacktouristen bestand, als ein Subgenre der House- und Techno-Szene abzugrenzen. Goa hat seine musikalischen Ursprünge in der Electronic Body Music von Bands wie Nitzer Ebb, Front 242 und Front Line Assembly sowie dem Eurobeat, die ihren Weg nach Goa fanden und dort auf nichtkommerziellen, spontanen Treffen gespielt wurden. Aussteiger und Partytouristen, die bisher auf Ibiza einen rechts- und normenfreien Platz für ihren Lebensstil gefunden hatten, zog es nun vorzugsweise nach Goa.
Während zu Beginn der 1990er-Jahre zahlreiche Techno-Platten veröffentlicht wurden, waren Veröffentlichungen im Bereich der Goa-Musik zunächst rar. Die Produzenten nahmen ihre Produktionen anfangs meistens auf DAT auf, die sie an die DJs überspielten. Es gab vereinzelt Veröffentlichungen auf Plattenlabels, die verschiedene Richtungen repräsentierten. Die ersten Goa-Labels, die sich auf diese Musikrichtung spezialisierten, wurden um das Jahr 1993 gegründet. Dazu gehörten Dragonfly, Spiritzone, TIP, XL Recordings, Blueroom Released, Transient und Flying Rhino. Um 1995 erreichte der Goa-Trance seinen Höhepunkt. Interpreten wie Martin „Youth“ Glover (Killing Joke), Martin Freeland (Man With No Name), Simon Posford (Hallucinogen), Astral Projection, Koxbox, Juno Reactor, Astralasia, S.U.N. Project, Infected Mushroom, GMS etablierten den „Psytrance“ auf Goa-Partys.
Mit der Zeit wurde zunehmend Publikum aus der Techno-Szene von den Goa-Partys angezogen, was sowohl die Veranstaltungen als auch die Musik weiterentwickelte. Die Musik wurde gegen Ende der 1990er Jahre zunehmend minimalistischer und unmelodischer und auch Techno- und Progressive-House-Veröffentlichungen wurden auf Goa-Partys einbezogen. Während dieser Zeit entstand der Name Psytech für diese monotone, kühlere und oftmals auch härtere Variante des Psytrance, womit dieses Subgenre auch begrifflich vom wärmeren und organischeren Trance abgegrenzt wurde.

### Deutschland
Ein Zentrum des europäischen Goa lag in den 1990er Jahren in den Diskotheken „Cult“ in Arnsberg und der „Grube“ in Winterberg-Siedlinghausen (beide im Sauerland). Die Szene weitete sich weiter ins Ruhrgebiet aus. Sie war z. B. in der „Zeche“ in Essen zu finden und wurde u. a. vom Bochumer Verein Prokult e. V. gefördert. Die größten Veranstaltungen dieser Art finden heute in Norddeutschland und Ostdeutschland statt und erreichen zum Teil Besucherzahlen von 10.000 bis zu 35.000, wie zum Beispiel das ehemalige VooV Experience Festival, die ehemals in Deutschland stattfindende Shiva-Moon und das ehemalige Lovefield-Festival. Ein langjähriges internationales Zentrum der Goa-Szene im süddeutschen Raum war der Techno-Club Natraj Temple in München.

### Neuere Entwicklungen in Goa
Auch die Strandpartys in Goa, dem Entstehungsort dieser Partykultur, ziehen weiterhin Touristen in den kleinsten indischen Bundesstaat.
Viele verließen zwischenzeitlich Goa, nachdem sich in dem Gebiet zunehmend der Pauschaltourismus etablierte und die indische Regierung Reformen durchführte, welche die Freiheiten der dort lebenden Aussteiger einschränkte. So wurde im Dezember 2005 von dem damaligen goanischen Chief Minister Wilfred D’Souza über ein Gesetz entschieden, das Rave- und Trancepartys und allgemein öffentliche Partys an Stränden nach 22 Uhr untersagt.
Da dennoch weiterhin vereinzelte Partys bis in die Nacht hinein stattfanden, die mit dem Verkauf und Konsum von Drogen einhergingen, und das Gesetz zum Verbot entsprechender Veranstaltungen nach 22 Uhr nicht konsequent umgesetzt wurde, kam das Thema im April 2017 erneut ins Gespräch. Dabei forderte der Minister für Fischerei und Wasservorräte Vinod Palyekar erneut ein Verbot. Entsprechende Spätveranstaltungen seien nicht Teil indischer Kultur und sollten umgehend unterbunden werden, so der Minister. Sie würden zudem ein Problem für ältere Anwohner und Studierende in der Prüfungsphase darstellen. Chief Minister Manohar Parrikar verwies einige Tage darauf auf das bereits bestehende Verbot.
Nach den Terroranschlägen am 26. November 2008 in Mumbai waren sie zeitweise aus Angst vor weiteren Anschlägen untersagt.

## Szene

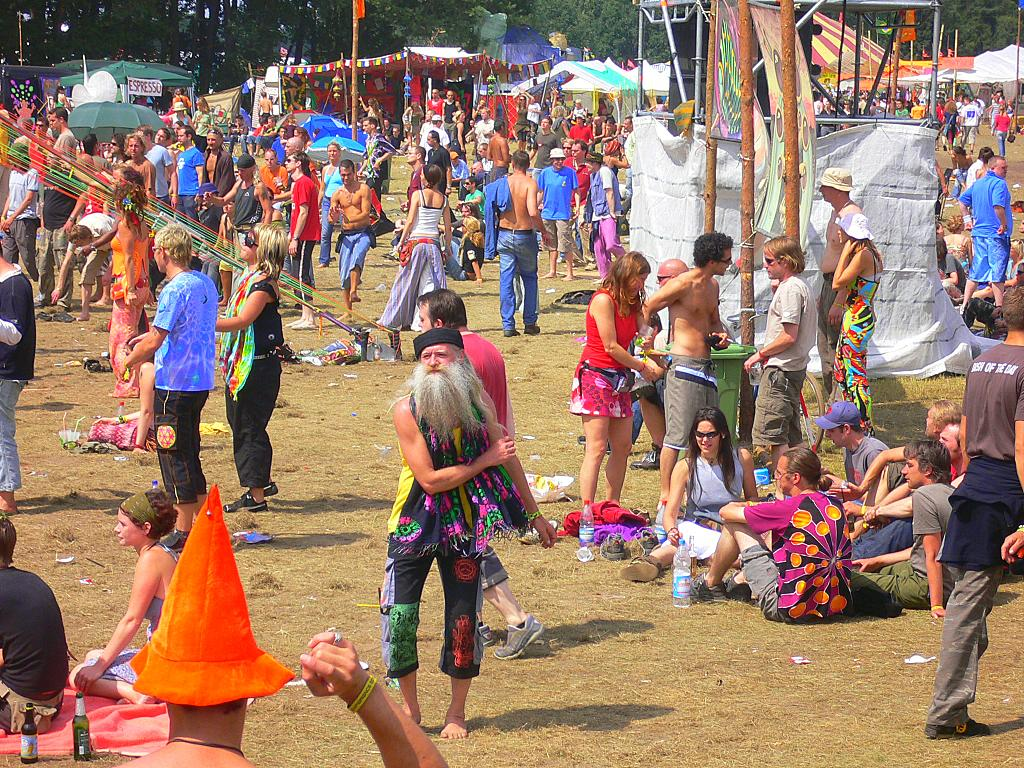
Treffen der Goa-Szene auf dem VooV-Festival

Die Goa-Kultur entsprang der Hippie-Kultur. Weltbild und Lebensstil sowie Ästhetik (z. B. in Kunst und Mode) weisen noch heute viele Gemeinsamkeiten zur damaligen Hippie-Szene auf. Wie bei dieser sind unter anderem östlich beeinflusste Spiritualität (v. a. Buddhismus, Hinduismus), Naturverbundenheit und eine lebensbejahende Sichtweise zentrale Elemente.

### Veranstaltungen

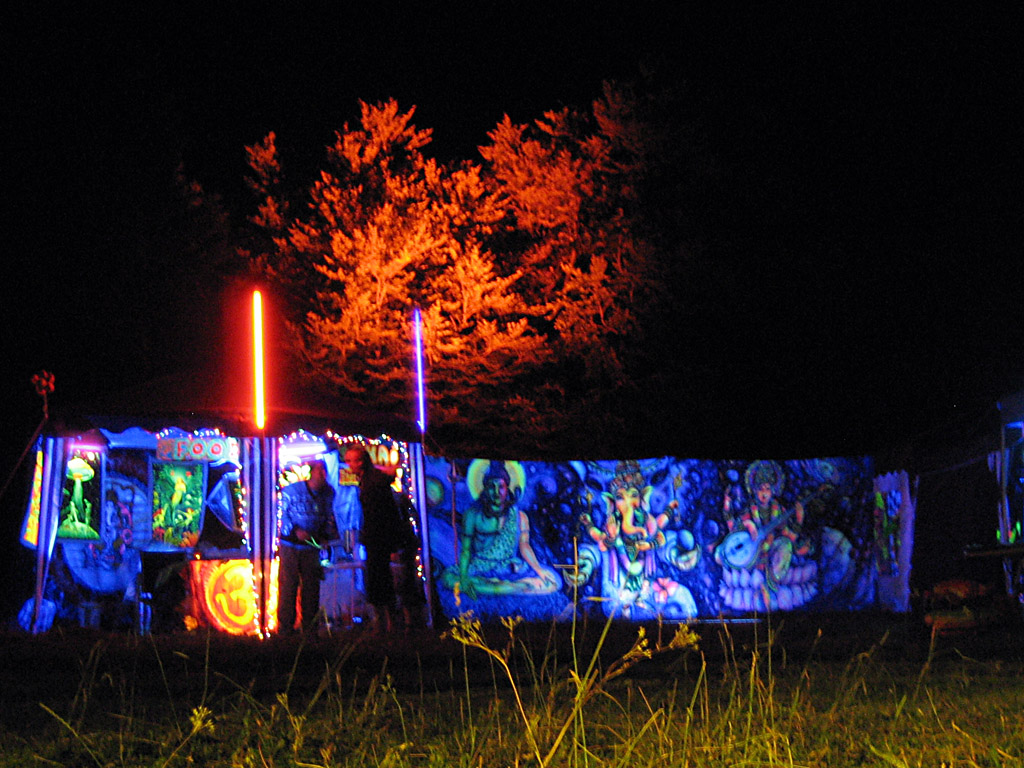
Unter freiem Himmel

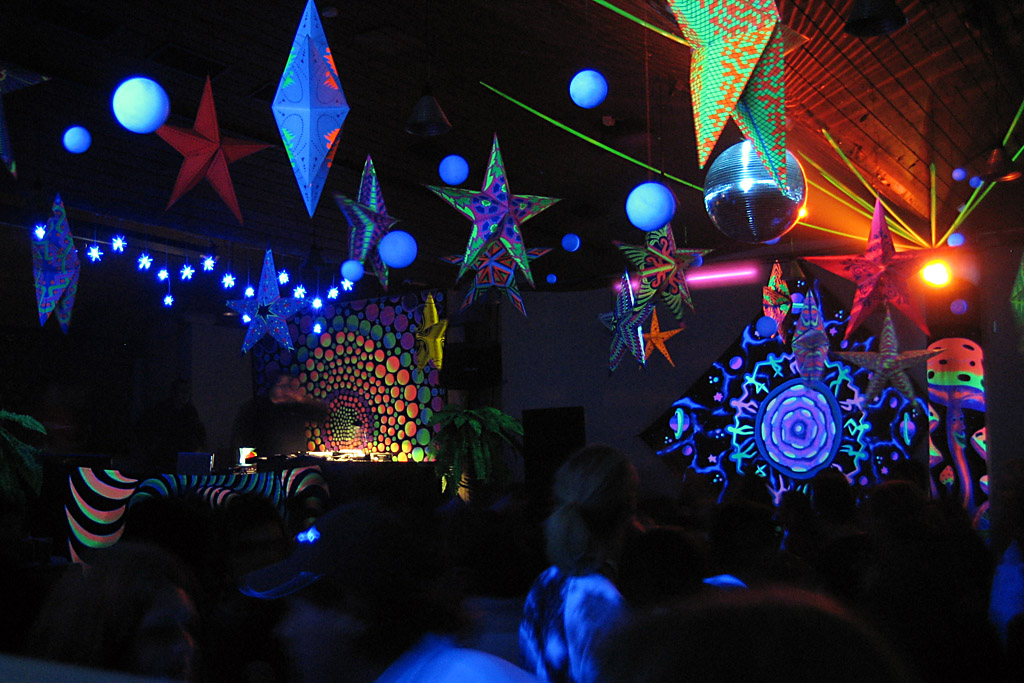
Im geschlossenen Raum

Psytrance-Veranstaltungen ziehen sich häufig über mehrere Tage. Im Sommer finden die meisten Goa-Partys und -Festivals in freier Natur statt, je nach örtlichen Gegebenheiten am häufigsten in Wäldern oder an Stränden. Den Besuchern wird meist die Möglichkeit gegeben, auf dem Veranstaltungsgelände zu campen. Bei manchen dieser Freiluft-Musikfestivals wird inzwischen nicht mehr ausschließlich Psytrance gespielt, sondern mehrere Tanzflächen eingerichtet, auf denen unterschiedliche Musikstile Platz finden. Bestandteil mehrerer Veranstaltungen ist ein „Chill-Out“-Bereich, in dem ruhigere Musik gespielt und oftmals Chai gereicht wird. Für Kleinkinder werden bei mehrtägigen Veranstaltungen meistens Bereiche reserviert, um den Eltern den Besuch zu ermöglichen. Waren die Preise für Eintritt und Getränke früher meistens niedriger als bei Trance-Partys in Techno-Clubs, sind sie in den letzten Jahren zum Teil deutlich gestiegen, besonders bei den großen Veranstaltungen.
Innerhalb der Goa-Bewegung werden Respekt und Toleranz gegenüber anderen Menschen sowie der Umwelt als grundlegende Werte verstanden. Diese Werte werden auf den Veranstaltungen in friedlichem Miteinander zum Ausdruck gebracht. Größere Veranstaltungen haben häufig ein internationales Publikum. Hinsichtlich sozialer und nationaler Herkunft, Alter und Kleidung ist die Szene insgesamt sehr heterogen zusammengesetzt. Das Publikum bilden sowohl von der Technokultur beeinflusste Jugendliche als auch Hippies.
Kleinere Festivals sind hingegen auf spezielle Bereiche der Goa-Kultur eingerichtet, bei denen es eher familiär und spirituell zugeht. Geistheiler, Yogalehrer, alternative Künstler und Masseure gehören hier zum Nebenprogramm und bestimmen die Zielgruppe.
Da es in vielen Orten kein Angebot an Goa-Festivals oder offiziellen Goa-Partys gibt, werden häufig kleine, nicht angemeldete Goa-Partys veranstaltet. Diese Veranstaltungen finden meist auf Waldlichtungen oder anderswo in der Natur statt. Wenn sie doch an von Menschen geschaffenen Orten stattfinden, dann weisen diese in der Regel eine besondere Ästhetik und Atmosphäre auf, wie beispielsweise Burgruinen oder – in der Tradition von Techno-Raves – alte Fabrikgebäude.
Die beiden größten Festivals in Europa sind das zweijährlich stattfindende Boom Festival in Portugal sowie das jährliche Ozora Festival in Ungarn. Das größte Festival in Europa mit Schwerpunkt Forest/Darkpsy sowie Dark Progressive ist die MoDem in Kroatien, für Hi-tech und Psycore das Masters of Puppets in Tschechien. Goa-Festivals in Deutschland mit mehreren tausend Besuchern sind bspw. Waldfrieden Wonderland, VooV Experience, Antaris Project und Indian Spirit. Durch den jüngsten Boom von Progressive Psytrance findet sich seit einigen Jahren auch auf großen Techno-Festivals eine Psytrance-Stage, bspw. auf dem Sea You.

#### Dekoration
Auf Psytrance-Veranstaltungen werden – sowohl bei der Kleidung als auch bei der Dekoration – häufig fluoreszierende Farben verwendet. Bilder stellen meistens Sujets wie Aliens, Märchenfiguren (Gnome, Elfen oder Waldgeister), halluzinogene Pilze und Motive und Symbole aus dem Hinduismus, Buddhismus, Shivaismus oder Schamanismus oder verschiedene Mandalas dar (siehe auch: Techno-Kunst).

#### Drogen
Da Goa-Partys unter anderem von trance- und meditationsähnlichen Zuständen der Tänzer und psychedelischen Sinneseindrücken durch Musik und Kunstinstallationen geprägt sind, wird auch halluzinogenen Drogen eine einflussreiche Rolle zugeschrieben.
Strafverfolgungsbehörden beklagen in Bezug auf Goa-Partys Konsum und Handel illegaler Betäubungsmittel, weshalb mehrere entsprechende Veranstaltungen von polizeilichen Maßnahmen begleitet werden. Um einer Drogenproblematik entgegenzuwirken, kooperieren Veranstalter dagegen bevorzugt mit Drug-Checking- und Hilfsorganisationen wie Eclipse, Safe Party People oder Eve & Rave, welche Aufklärungsarbeit leisten und sich für Drogenmündigkeit und Risikenminimierung engagieren.
Thematisiert werden in diesem Zusammenhang überwiegend Cannabis und halluzinogene Drogen wie LSD und halluzinogene Pilze, die die Wirkstoffe Psilocin oder Psilocybin enthalten, aber auch Drogen wie MDMA, Amphetamine, Kokain oder Ketamin. Ebenso legale Drogen wie zum Beispiel Betelnuss, Guaraná oder Herbal Ecstasy.

### Verbreitung
Neben Deutschland existieren auch in Frankreich, im Vereinigten Königreich, in Skandinavien, der Schweiz und anderen Teilen Europas viele Anhänger der Bewegung. Die größten Hochburgen außerhalb Europas sind Israel sowie Brasilien, wo der Status des Psytrance teils mit dem des Techno in Europa zu vergleichen ist. Im übrigen Südamerika sowie in Australien und Südafrika existieren mittlerweile ebenfalls Goa-Szenen. Lediglich in den USA ist die Goa-Szene kaum präsent; nur an der Westküste und im Raum New York finden vereinzelte Veranstaltungen statt.
In einigen weiteren europäischen Ländern, etwa in Österreich, Italien und Tschechien, nahm die Freetekno-Bewegung zum Teil den Platz der musikalisch verwandten Goa-Szene ein. Wesentliche Unterschiede sind jedoch im anderen Selbstverständnis und Erscheinungsbild der Freetekno-Gemeinschaft zu finden. So agiert die Freetekno-Szene nach wie vor mehrheitlich im Untergrund und lässt per Selbstdefinition auch keine Kommerzialisierung zu, wie sie bei Goa bereits begonnen hat.

## Abgrenzung unterschiedlicher Spielarten

### Goa und Progressive Psytrance
Der Begriff Psychedelic Trance beziehungsweise Psytrance wurde später als Synonym für Goa bzw. Goa-Trance eingeführt, da die Szene in Goa nicht mehr existierte und der Bezug im Namen aufgrund der Veränderungen fragwürdig erschien. Unabhängig vom verwendeten Begriff machte die Musik jedoch von 1990 bis heute einen ständigen und deutlich hörbaren Veränderungsprozess durch.
Eine genaue Abgrenzung zwischen Psytrance und Goa ist heute nicht möglich, denn oft waren die Psytrance-Musiker Goa-Veteranen und umgekehrt gehörten Psytrance-Tracks zum Repertoire der Goa-DJs. Die sich um die beiden Begriffe ausbildende Szene ist auch weitgehend identisch.
Von vielen werden die beiden Begriffe Psytrance und Goa heute synonym verwendet, andere wiederum betrachten Goa als ein Subgenre des Psytrance. Der klassische („Oldschool“-)Goa-Klang ist in den melodiöseren, oftmals orientalisch beeinflussten Stücken der 1990er Jahre zu finden; neuere Produktionen laufen meistens unter der Bezeichnung Psytrance, die ursprünglich vor allem von Produzenten aus England verwendet wurde. Daneben existiert Newschool-Goa, der den Klang des originalen Goa beibehalten hat, also lediglich jünger und vielleicht moderner produziert ist. Namhafte Interpreten sind beispielsweise Khetzal, Filteria, Arronax und E-Mantra.
Eine weitere Unterscheidung wird innerhalb der Szene zwischen Psychedelic Trance und Progressive Psytrance getroffen.
Progressive Psytrance unterscheidet sich von Psychedelic Trance vor allem in der Geschwindigkeit. Progressive Psytrance wird eher in den unteren Bereichen der angegebenen Geschwindigkeitsspanne gespielt. Des Weiteren verwendet man weniger der oben genannten TB-303-Melodien und dafür mehr Atmosphäre erzeugende einzelne Geräusche. Während Progressive eher melodiös und leicht monoton erscheint, wirkt Psytrance eher maschinell und abwechslungsreich. Beide Richtungen haben jedoch den stark komprimierten Kick, eine „Rolling“- oder „Offbeat“-Basslinie gemeinsam.
Die Unterscheidung dieser Stilrichtungen gestaltet sich jedoch sehr schwierig, da sich beide Stilrichtungen im Laufe der Zeit kontinuierlich weiterentwickelt haben, wodurch neuere und ältere Produktionen der gleichen Stilrichtungen nur bedingte Gemeinsamkeiten haben.
Subgenres sind unter anderem Old School, New School, Dark Psytrance, auch Darkpsy genannt, Hi-Tech, Full On, Nitzhonot, Uplifting, Progressive Psytrance, und Psychedelic Breakbeat. Die DJs wählen dabei aber meistens eine Richtung, an die sie sich ihr Set über halten.

### Psychedelic Trance und Psychedelic Rock
Seit Anfang der 1970er Jahre existieren Spielarten des Psychedelic Rock, die von ihren charakteristischen Merkmalen dem Psytrance sehr ähneln und seit der Entstehung des Progressive Rock auch von Synthesizer-Klängen Gebrauch machen. Musiker wie Martin „Youth“ Glover oder Steve Hillage haben Anfang bis Mitte der 1970er Jahre durch experimentelle Produktionen im Rock-Bereich musikalische Konzepte geschaffen, die insbesondere die frühen Psytrance-Produktionen erheblich beeinflusst haben – insbesondere Space Rock und Acid Rock. Einige Psytrance-Produzenten der älteren Generation haben in der Vergangenheit an Psychedelic-Rock-Produktionen mitgewirkt oder tun es heute noch.
Heute existieren sowohl Psytrance-Projekte, die diverse Elemente der Rockmusik in ihre Musik integrieren (z. B. S.U.N. Project, Infected Mushroom, Electric Universe) als auch Bands, die goa-lastige Synthesizer Klänge mit psychedelischen Gitarren-Riffen verbinden (z. B. Acid Mothers Temple, Electric Moon, Ozric Tentacles, 35007, Hidria Spacefolk, Quantum Fantay). Dennoch werden diese charakteristisch auf den ersten Blick ähnlich wirkenden Musikproduktionen auf unterschiedlichen Labels veröffentlicht, in den Plattenläden in unterschiedlichen Fächern einsortiert und größtenteils auch von unterschiedlichen Zielgruppen wahrgenommen. Eine Verknüpfung dieser zwei psychedelischen Musikszenen stellte das kleine Occultrancefestival in Belgien dar, das 2011 einen Oldschoolgoatrancefloor mit einer Space- und Psychedelic-Rock-Stage verband. Im gleichen Jahr spielten die Ozric Tentacles auch auf dem Ozorafestival in Ungarn. Trotzdem ist Psychedelic- und Space Rock eher in der „traditionellen“ Hippie-Szene (z. B. Burg-Herzberg-Festival) verbreitet und findet seinen Weg nur selten in die Goakultur, auch wenn beide einen sehr ähnlichen Anspruch haben und die Hörerschaft weitgehend identisch ist.
Eindeutig voneinander abgrenzen lassen sich die beiden Richtungen jedoch dadurch, dass bei Psytrance-Produktionen elektronische Beats eingesetzt werden, die auch elektronisch klingen sollen, während bei Space- und Acid-Rock-Produktionen vornehmlich ein herkömmliches Schlagzeug zum Einsatz kommt.

## Rezeption
Der deutsche Roadmovie You Are Everything (2016) stellt die Open-Air-Psytrance-Kultur in den Mittelpunkt.